# Chris Washburn
Christopher Scott Washburn, detto Chris (Hickory, 13 maggio 1965), è un ex cestista statunitense, professionista nella NBA.

## Carriera
È stato selezionato dai Golden State Warriors al primo giro del Draft NBA 1986 (3ª scelta assoluta).

## Statistiche

### College
| Anno      | Squadra       | PG | PT | MP   | TC%  | 3P% | TL%  | RP  | AP  | PRP | SP  | PP   |
| --------- | ------------- | -- | -- | ---- | ---- | --- | ---- | --- | --- | --- | --- | ---- |
| 1984-1985 | NCSU Wolfpack | 7  | 6  | 25,9 | 47,8 | -   | 42,3 | 5,9 | 1,9 | 1,0 | 1,1 | 10,7 |
| 1985-1986 | NCSU Wolfpack | 34 | 34 | 34,9 | 56,2 | -   | 66,5 | 6,7 | 0,9 | 0,9 | 0,9 | 17,6 |
| Carriera  | Carriera      | 41 | 40 | 33,3 | 55,0 | -   | 63,4 | 6,6 | 1,1 | 0,9 | 0,9 | 16,4 |

### NBA

#### Regular Season
| Anno      | Squadra       | PG | PT | MP   | TC%  | 3P% | TL%  | RP  | AP  | PRP | SP  | PP  |
| --------- | ------------- | -- | -- | ---- | ---- | --- | ---- | --- | --- | --- | --- | --- |
| 1986-1987 | G.S. Warriors | 35 | 2  | 11,0 | 39,3 | 0,0 | 35,3 | 2,9 | 0,5 | 0,2 | 0,2 | 3,8 |
| 1987-1988 | G.S. Warriors | 8  | 0  | 10,8 | 43,8 | -   | 62,5 | 2,5 | 0,4 | 0,1 | 0,0 | 4,1 |
| 1987-1988 | Atlanta Hawks | 29 | 0  | 6,0  | 44,9 | -   | 56,5 | 1,9 | 0,1 | 0,1 | 0,3 | 2,0 |
| Carriera  | Carriera      | 72 | 2  | 9,0  | 41,2 | 0,0 | 43,9 | 2,4 | 0,3 | 0,2 | 0,2 | 3,1 |

#### Playoffs
| Anno     | Squadra       | PG | PT | MP  | TC%  | 3P% | TL%  | RP  | AP  | PRP | SP  | PP  |
| -------- | ------------- | -- | -- | --- | ---- | --- | ---- | --- | --- | --- | --- | --- |
| 1987     | G.S. Warriors | 5  | 0  | 5,8 | 42,9 | -   | 83,3 | 0,2 | 0,4 | 0,0 | 0,0 | 2,2 |
| 1988     | Atlanta Hawks | 1  | 0  | 2,0 | -    | -   | -    | 0,0 | 0,0 | 0,0 | 0,0 | 0,0 |
| Carriera | Carriera      | 6  | 0  | 5,2 | 42,9 | -   | 83,3 | 0,2 | 0,3 | 0,0 | 0,0 | 1,8 |

## Palmarès
- McDonald's All-American Game (1984)
- Campione USBL (1992)